# Cappella Cacace

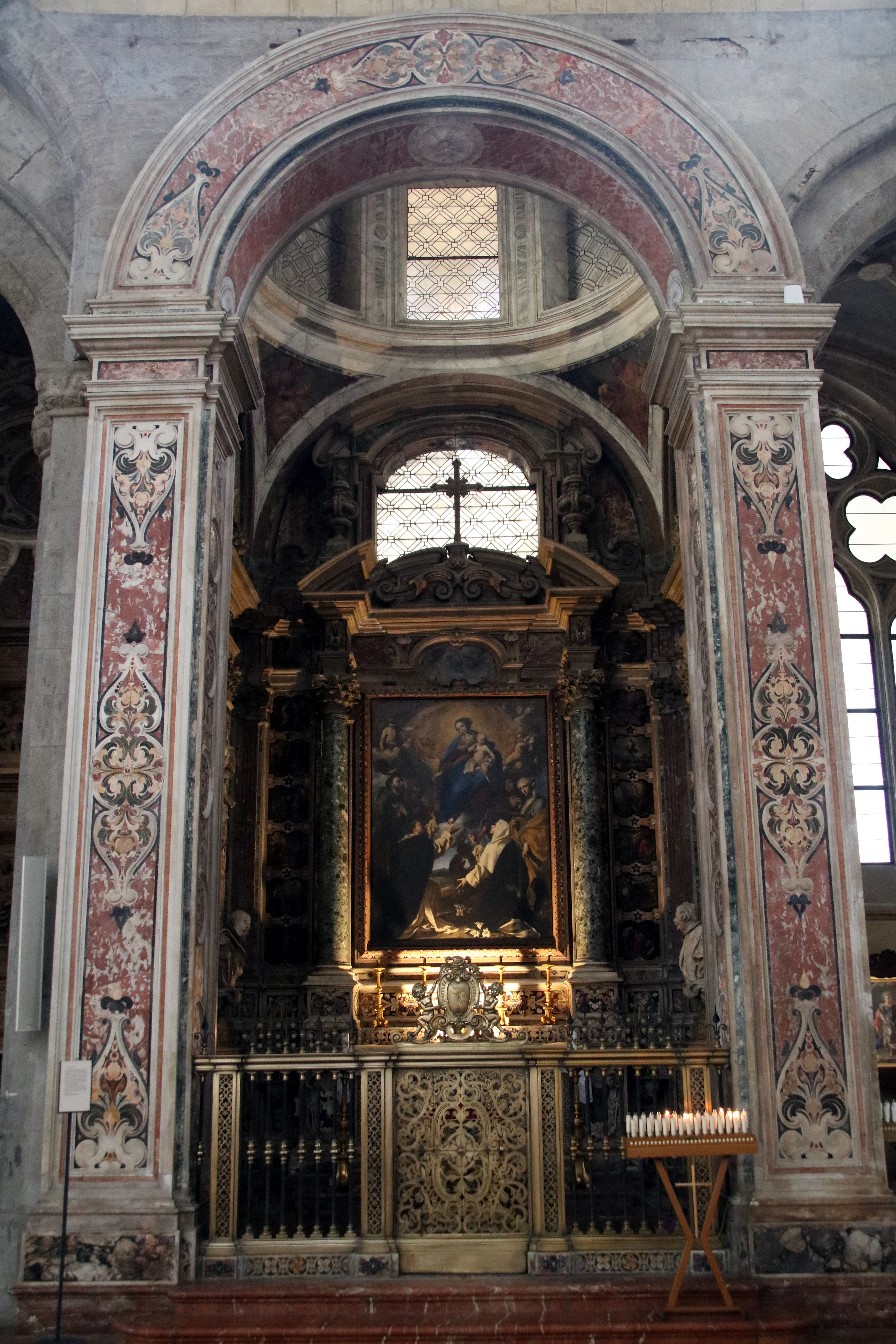
La cappella Cacace

La cappella Cacace (o anche Cacace-de Caro) è una cappella barocca della basilica di San Lorenzo Maggiore di Napoli.
Progettata nei rifacimenti da Cosimo Fanzago, che si occupò anche di decorarla con parati in marmi commessi, presenta sculture di Andrea Bolgi, una pala d'altare di Massimo Stanzione e affreschi nella cupola di Niccolò de Simone, rendendola di fatto una delle più riuscite espressioni del barocco napoletano.

## Storia

### L'excappella de Caro
La cappella (in origine dedicata a Santa Margherita) sorge lì dove in origine era una precedente appartenuta dal 1570 ad Antonio e Giuseppe de Caro, zii materni di Giovan Camillo Cacace. Sotto la titolarità dei due fratelli la cappella era decorata con dipinti raffiguranti la Madonna del Rosario (su cui intanto mutò la consacrazione), la Natività e l'Assunzione della Vergine, tutti di Giovan Vincenzo da Forlì e datati 1604, nonché da altre decorazioni in stucco.
Nel 1632 Giovan Camillo Cacace, giurista affermato e uomo di cultura registrato tra i soci fondatori dell'Accademia degli Oziosi e poi del Pio Monte della Misericordia, eredita la cappella alla morte in quello stesso anno della madre. Raggiunto uno status socio economico particolarmente influente a Napoli, divenendo avvocato della Regia Camera della Sommaria, tra il 1642 e il 1653 promuove la restaurazione della cappella secondo il gusto dell'epoca, quindi in pieno stile barocco napoletano.

### I lavori di rifacimento barocchi
I lavori nella cappella iniziarono nel 1642 sia per la parte marmorea che per quella pittorica. Le tre tele del Forlì vengono rimosse e portate nella cattedrale di Castellammare di Stabia, in un'altra cappella di famiglia e dove tutt'oggi sono, mentre le decorazioni a stucco faranno spazio a quelle marmoree di Cosimo Fanzago.

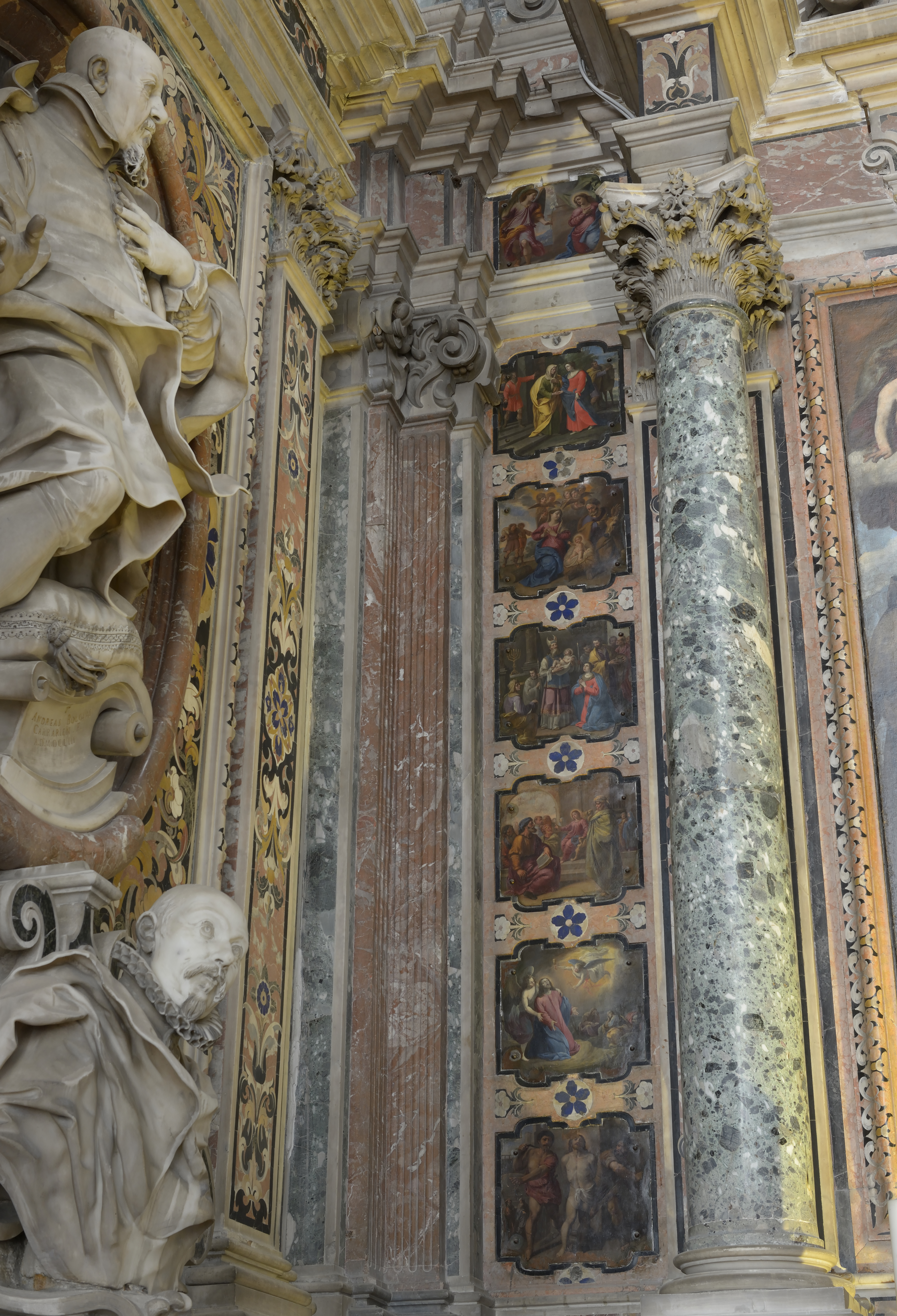
Particolare dei quadretti in rame con le Storie di Cristo e della Vergine

Cosimo Fanzago ricevette l'incarico dal Cacace il giorno 16 settembre 1642 per il quale sono registrati svariati pagamenti a partire dalla stessa data e fino al settembre 1646, arrivando a un compenso complessivo particolarmente elevato, pari a 7.824 ducati. Il valore dell'opera derivò da una stima fatta da due scultori chiamati dallo stesso Giovan Camillo Cacace a darne valutazione, Antonio Solari e Giuliano Finelli (che successivamente fu interessato anche di una commessa per la cappella). Dai documenti d'archivio risulta per esempio che i fiori in marmo commessi posti sotto l'arco erano valutati 28 ducati l'uno, mentre la finestra sopra la pala d'altare era valutata 1.036 ducati.
Contestualmente ai lavori marmorei parte anche la commessa della pala d'altare della Vergine del Rosario (a cui viene intitolata la cappella) tra i santi Domenico, Francesco d’Assisi, Francesco di Paola, Caterina da Siena, Lucia e Margherita, opera di Massimo Stanzione, a cui sono circostanti quindici piccoli oli su rame raffiguranti storie della Passione di Cristo e della Vita della Vergine attribuiti a pittori della sua cerchia. Il contratto con Stanzione, per il quale, stando alle volontà testamentarie del Cacace, doveva condurre a una pittura allegra, non «essendogli mai piaciute le pitture malinconiche», prevedeva un compenso complessivo di 300 ducati. In data 1642 viene registrato il primo acconto di 50 ducati, mentre una somma equivalente viene poi sborsata qualche mese dopo, quando il lavoro era in corso di realizzazione.
Seppur l'ultimo pagamento al Fanzago è datato 1646, i suoi lavori non terminarono a questa data. Il carteggio tra il Cacace il Fanzago testimoniano come il primo fosse risentito dall'andamento a rilento del secondo, ancorché l'opera alla data del 1647 non era ancora terminata, probabilmente per via delle numerose commesse che il Fanzago assumeva a incarico contemporaneamente a quella Cacace e per via del fatto che in quello stesso anno ebbe un soggiorno a Roma che lo allontanò dal cantiere napoletano. Causa probabilmente anche i moti rivoluzionari che interessarono la città in quegli anni, come la rivolta di Masaniello del 1647, anche Stanzione ebbe problemi di tempi di consegna. La pala fu completata infatti solo nove anni dopo la commessa, nel 1651, quando viene registrato il saldo di 200 ducati. A due suoi collaboratori vengono invece erogati in questo stesso anno 80 ducati per i quindici oli su rame circostanti, dei quali otto sono realizzati da Agostino Beltrano e sette da Giuseppe Piscopo.

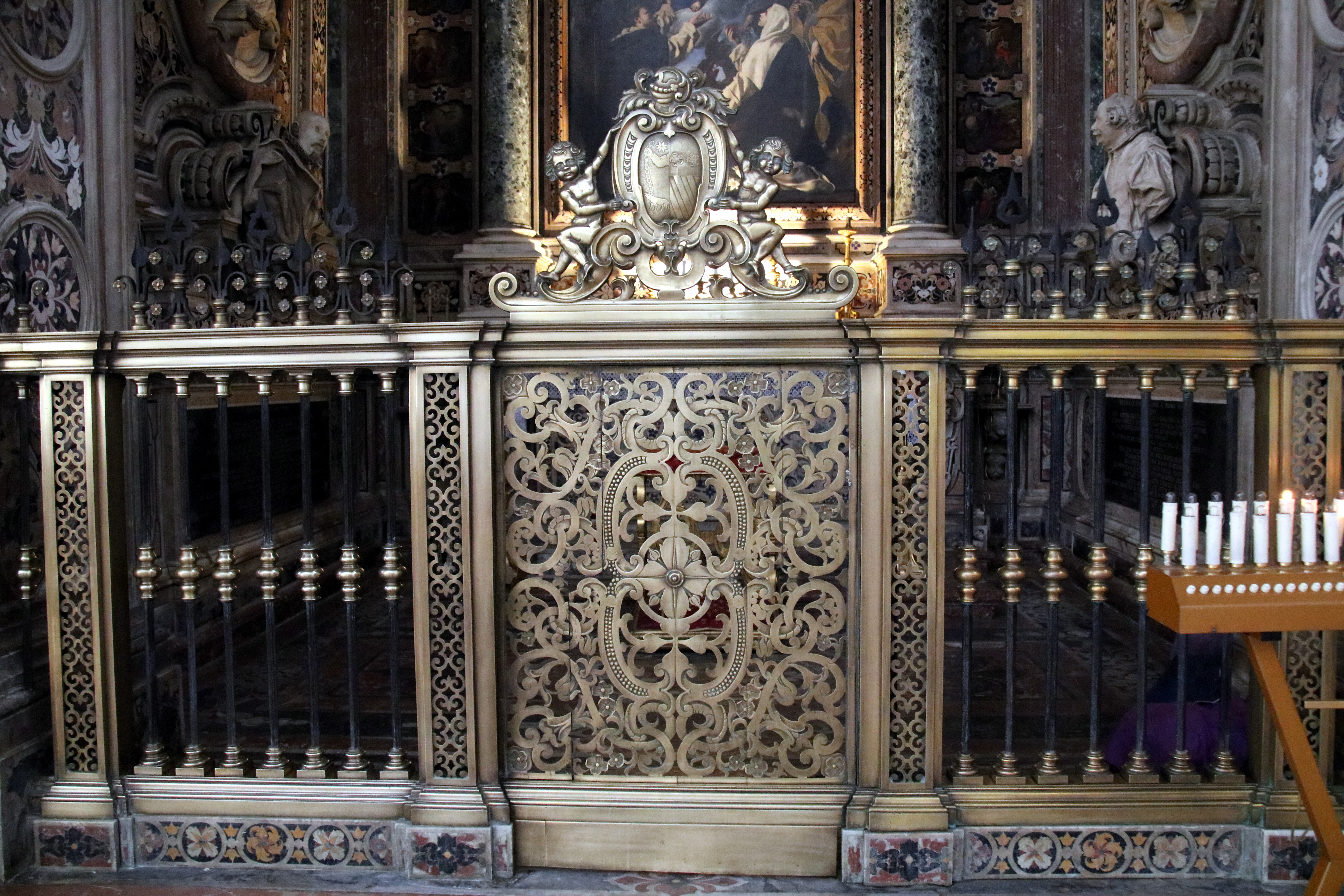
La cancellata di Cosimo Fanzago con lo stemma della famiglia Cacace

Cosimo Fanzago completò, mediante la direzione di scalpellini, marmorari, vetrari e orafi, l'intera opera, per la quale il suo ruolo non si limitava a quello di mero decoratore-scultore, ma assumeva una sorta di regista dell'intero intervento di rifacimento. Tuttavia dal carteggio tra i due risultano alcune prese di posizione decise in merito allo stato dei lavori, dove il Cacace dimostra di avere ben in mente quello che doveva realizzarsi nel luogo, senza lasciare carta bianca all'architetto bergamasco, imponendo in talune circostanze anche il proprio ruolo: «La predetta Cappella s’haverà da finire, non conforme quello che piace al detto Cavalier Cosmo, ma secondo il convenevole corrispondendo all’opera fatta et conforme quello che io dispongo, cioè si faccino li nove rosoni a complimento delli dieci nelli due pilastri dell’arco della cappella in conformità di quello che vi sta posto et si facciano l’altri cinque sotto l’arco [...]». La realizzazione della cancellata in ottone e bronzo che caratterizza l'ingresso fu l'ultimo intervento diretto dal Fanzago, completata nel 1652 e, come chiese il Cacace stesso, da realizzare prendendo come esempio quella della cappella Firrao in San Paolo Maggiore o quella della cappella Lubrano nella chiesa teatina di Santa Maria degli Angeli a Ischia. Non sarà l'unica volta in cui lo scultore e architetto si cimenta in questo genere di opera, di cui assume probabilmente l'apice realizzativo il cancello completato qualche anno dopo per la cappella del Tesoro di San Gennaro.
Nel 1652, completati i lavori fanzaghiani e i quadri stanzioneschi sul registro inferiore, vengono commissionati a Giuliano Finelli e ad Andrea Bolgi le sculture a figura intera con i ritratti di Giuseppe e Vittoria de Caro (madre di Giovan Camillo) al primo, e i busti di Antonio de Caro e Giovan Camillo Cacace al secondo, da fissare a coppie di due (un busto e una figura intera) nelle pareti laterali. Bolgi svolse il lavoro ed ebbe un compenso pari a 800 ducati mentre il Finelli non iniziò mai l'opera in quanto era impegnato dapprima con altri lavori a Roma e poi successivamente morì nel 1653; il suo incarico fu girato quindi integralmente al Bolgi, che si trovò a realizzare i ritratti a figura intera mancanti entro l'anno seguente (non si sa se su disegno del Finelli o su invenzione propria).

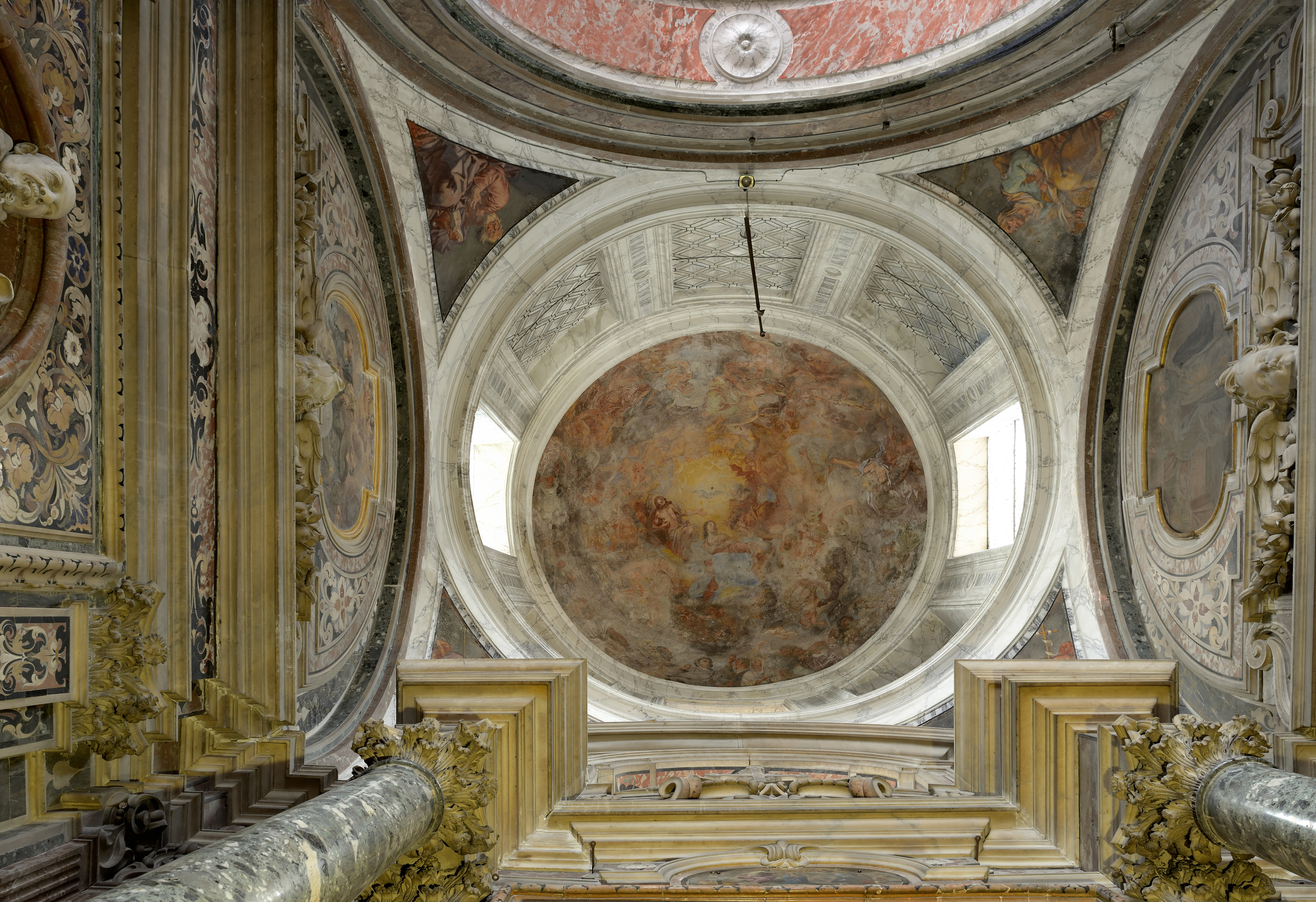
Affreschi di Niccolò de Simone nella cupola: la Trinità nella calotta e Sant'Anna e San Gioacchino nei peducci

Seguono in quell'anno i lavori ad affresco della parte superiore della cappella, di cui già a dicembre dell'anno precedente si registra il contratto per 300 ducati con Niccolò de Simone. Il pittore fu chiamato in sostituzione di Massimo Stanzione, che secondo il Cacace chiese una somma troppo onerosa (600 ducati) per la realizzazione del ciclo. De Simone eseguì il compito con l'osservanza di tenere a riferimento la cromia e l'intensità dei cicli che lo stesso Stanzione utilizzò nella volta della basilica di San Paolo Maggiore.
I lavori alla cappella terminarono definitivamente con i cicli della cupolina. Furono quindi chiamati a ripulire i marmi due maestranze attive già nell'altare Filomarino, ai quali il Cacace chiese espressamente di riuscire a compiere un lavoro di pari livello qualitativo di quello ai Santi Apostoli.
Nel 1931 la tela di Stanzione viene trasferita per motivi cautelativi nel Museo nazionale di Capodimonte, dove vi rimase fino agli anni '90, per far poi ritorno definitivo nella chiesa di San Lorenzo Maggiore.

## Descrizione

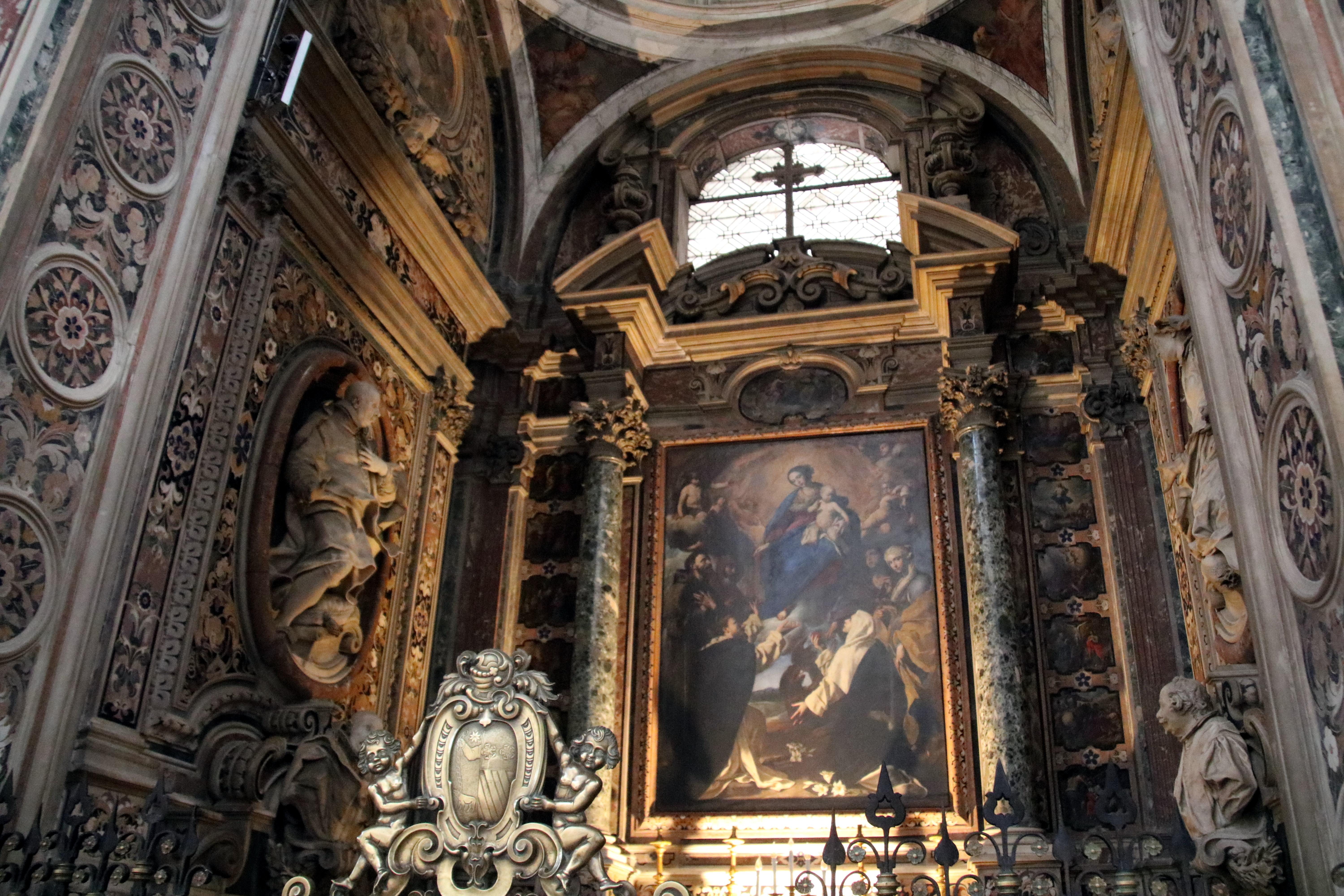
Vista della cappella

La cappella mostra uno schema di lettura dove le singole opere che la compongono dialogano tra loro convergendo in una sola unità di azione.

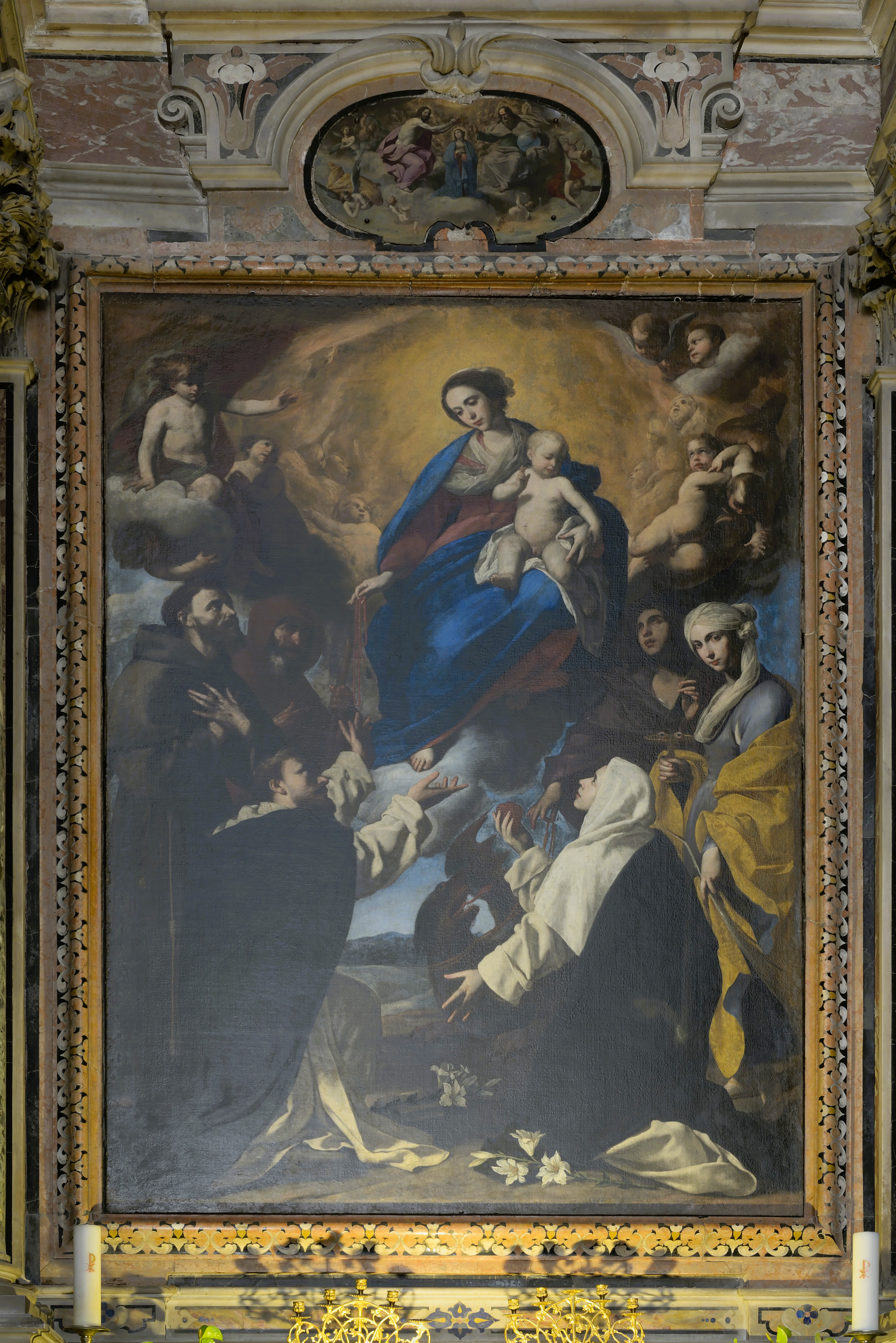
Madonna del Rosario con santi (1642-1651), Massimo Stanzione

Perno centrale di tutta la cappella è la pala dello Stanzione con la Vergine del Rosario, tra i più alti capolavori del pittore. La tela mostra quanto questi abbia saputo mediare tra il naturalismo del Ribera e il classicismo del Reni, pittori a cui il napoletano ha guardato durante la sua formazione. Nella scena la Madre di Gesù è in atto di distribuire le corone del rosario a una schiera di santi posti in basso. Maria scende da una nube dorata scuotendo le vesti anche delle due figure scolpite da Andrea Bolgi in ginocchio sulle pareti laterali, che assistono attivamente alla scena, in pieno stile berniniano della cappella Cornaro a Roma.
A sinistra sono i ritratti di Giuseppe (a figura intera, in alto) e Antonio de Caro (il busto posto in basso); a destra sono invece i ritratti di Vittoria de Caro (a figura intera in alto) e del figlio Giovan Camillo Cacace (busto posto in basso), ripreso con aria sorridente. Agli anni della realizzazione delle sculture, 1652-1654, tre su quattro personaggi (Giuseppe, Antonio e Vittoria) erano defunti: dai documenti d'archivio si evince infatti che i ritratti furono eseguiti sulla base di dipinti (oggi irrintracciabili) raffiguranti i medesimi che erano nella quadreria presso il palazzo di Giovan Camillo.
La cupola della cappella vede i cicli di affreschi realizzati da Niccolò de Simone, con nei peducci i santi Anna, Gioacchino, Giuseppe e Giovanni Battista, mentre nei riquadri ovali laterali sono l'Incontro tra san Francesco e san Domenico con la visione di Cristo e i due santi che sorreggono la chiesa. Nella calotta è infine la Trinità e santi, di cui rimangono superstiti solo alcuni brani.
Carlo Celano nella sua guida alla città del 1692, durante la visita alla chiesa descrive la cappella elogiandone l'elaborato barocco che la caratterizza: «[…] la famosa e ricca cappella del già fu Giovan Camillo Cacace Regente di Cancellaria, che havendola hereditata la rifece di nuovo, e col disegno e guida del Cavalier Fansaga l’adornò de marmi commessi, in modo che in questo genere più bella veder non si può, e per la finezza de’ marmi e per la delicatezza del lavoro.»
La cappella, assieme alla facciata della chiesa (opera del Sanfelice) e al cappellone di Sant'Antonio (anch'essa del Fanzago), costituisce uno dei più integri elementi superstiti dei rifacimenti barocchi al complesso.